# Matheus Corrêa
Matheus Corrêa, född 22 augusti 1999, är en friidrottare från Brasilien. Han deltog vid olympiska sommarspelen 2020.